# Lisna Bore
Lisna Bore (cyr. Лисна Боре) – wieś w Czarnogórze, w gminie Ulcinj. W 2011 roku liczyła 175 mieszkańców.